# I Choose You to Die
I Choose You to Die är en låt av  komedigruppen Starbomb. Den återfinns på albumet Starbomb, släppt den 17 december 2013. Låtens text är en parodi på TV-spel serien Pokemon. 
Innan "I Choose You to Die" återfanns på Starbomb släpptes en kort del av låten på Ninja Sex Partys YouTube kanal den 2 december 2013.
En musikvideo av "I Choose You to Die" släpptes den 25 mars 2014.
Låten beskrevs som snabb av Off the Record.